# 後藤正幸
後藤 正幸（ごとう まさゆき、1951年（昭和26年）10月3日 - ）は、日本中央競馬会第15代理事長。東京都出身。
1975年に日本中央競馬会に入会した後、ニューヨーク駐在員事務所長、国際部国際企画課長、総合企画部長などを歴任し、2006年から理事、2011年からは常務理事を務めた。2014年8月29日に、農林水産大臣任命により、同年9月12日付で日本中央競馬会の第15代理事長に就任する人事が発令された。
JRAとしては前任の土川健之に続き2人目の生え抜き理事長で、事務職出身者からの就任は初めてとなる。

## 略歴
- 1975年（昭和50年）　早稲田大学教育学部教育学科卒業
- 1975年（昭和50年）　日本中央競馬会入会
- 1988年（昭和63年）　同 総合企画室調査役
- 1995年（平成7年）　同 ニューヨーク駐在員事務所長
- 1998年（平成10年）　同 国際部国際企画課長
- 2000年（平成12年）　同 ファンサービス事業部次長
- 2004年（平成16年）　同 総合企画部長
- 2006年（平成18年）　同 理事
- 2011年（平成23年）　同 常務理事
- 2014年（平成26年）　同 理事長